# Frederick Stark Pearson
Frederick Stark Pearson (3 de julio de 1861, Lowell, Massachusetts, Estados Unidos – 7 de mayo de 1915) fue un ingeniero eléctrico y emprendedor industrial estadounidense.
El doctor Frederick Stark Pearson se graduó en la Universidad Tufts en 1883 y participó en el desarrollo de sistema de transporte eléctrico de Boston y con la incorporación de tranvías de energía eléctrica, fue nombrado en 1894 ingeniero jefe de la red metropolitana de ferrocarriles de Nueva York. Pearson se labró reputación en Estados Unidos como ingeniero eléctrico innovador y fue pronto contratado por gobiernos y empresas como ingeniero consultor para proyectos de desarrollo de estaciones de generación de electricidad en toda Norteamérica. Hombre de grandes dotes empresariales y visión de futuro, lideró junto a socios financieros importantes proyectos en el norte y sur de América.
Estando en Canadá, desarrolló relación con un brillante y agresivo abogado y agente en el mercado de valores de Montreal, Quebec de nombre James Dunn. Pearson le animó a residir con él en Londres, en aquel tiempo el más importante mercado financiero del mundo. 

## Latinoamérica
Con la agencia de valores de Dunn actuando como agente en la colocación de sus inversiones, se consiguió suficiente capital para permitir a Pearson crear un importante imperio empresarial que incluyó la compañía de tranvías de São Paulo, la compañía Light and Power Company en Brasil, la Mexican North Western Railway, la Mexican Tramway Company y la Mexican Light and Power Company en México y la British American Nickel Company en Canadá. 
La sucesión de gobiernos inestables en México, coincidente con la creciente corrupción en los funcionarios públicos, le causaron grandes daños. El gobierno del presidente Venustiano Carranza ordenó la nacionalización de su compañía Mexican Tramway Company y finalmente llegó a perder casi todo lo invertido en México. En aquella época, en 1911 estaba embarcado en la construcción de la Presa de Medina en el río Medina en lo que hoy en día es Mico, Texas y convirtiendo en tierras de regadío un distrito de 138 km². 

## Intereses en España
El interés de Pearson por la producción de energía eléctrica en Cataluña nace de la mano del ingeniero Carles Emili Montañès i Criquillion, quien lo lleva a Barcelona en julio de 1911 para explicarle sus proyectos de electrificación del país mediante la hidroelectricidad. Montañés convence a Pearson de las grandes posibilidades que ofrecen los ríos del Pirineo catalán para la producción de electricidad y la zona industrial de Barcelona para consumirla. Dos meses más tarde, en septiembre de 1911, Pearson crea la Barcelona Traction, Light and Power y su filial Regs y Força de l'Ebre, conocidas como La Canadiense, para ejecutar el proyecto. La primera acción que Pearson hizo fue visitar a Emil Rathenau para comprarle la Compañía Barcelonesa de Electricidad, transacción que se formalizó el 12 de enero de 1912. En 1912 comenzarán los trabajos de construcción de las grandes centrales hidroeléctricas de Riudaüja, que aprovecha las aguas del río Noguera Pallaresa, y de la de Serós, en el río Segre.  
La empresa Barcelona Traction, Light and Power Company, Ltd. fue fundada por Pearson, el 12 de septiembre de 1911, en Toronto (Canadá). En 1912 promovió la organización de un sindicato en Hale County, Texas, cerca de Plainview, para la perforación de pozos de agua para permitir el regadío de 243 km² adicionales.
En 1913, negoció un contrato con el gobierno español para la construcción de una central hidroeléctrica en el río Ebro y constituyó la Barcelona Traction, Light and Power Company para promover la construcción, que fue completada en 1915. La Primera Guerra Mundial frenó sus actividades. 

## Muerte y legado
Pearson y su esposa, Mabel Ward Pearson, perdieron la vida el 7 de mayo de 1915, mientras viajaban a Inglaterra en viaje de negocios y para visitar a su hija Natalia, que vivía entonces allí. Viajaban en el RMS Lusitania, transatlántico de pasajeros que fue hundido en frente de la costa sur de Irlanda por el submarino alemán U-20.
La relevancia del norteamericano en la época todavía es hoy apreciable, ya que son muchas las localidades que le dedican calles o monumentos. Es el caso de Barcelona, donde una importante avenida en el barrio de Pedralbes tiene su nombre. En 1912 Pearson fundó la ciudad de Natalia, Texas, en honor de su hija , Natalie Pearson Nicholson. La ciudad de Pearson, en Texas también lleva este nombre en honor del empresario.